# Progetto

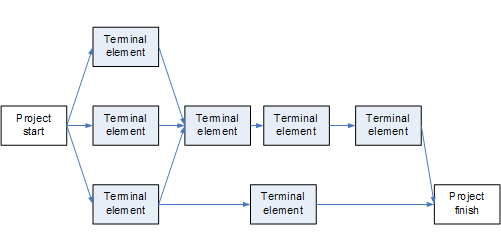
Progetto di una rete

Un progetto consiste, in senso generale, nell'organizzazione di azioni nel tempo per il perseguimento di uno scopo predefinito.
Esistono diverse definizioni tecnico-scientifiche di cosa sia un progetto; per quella riferita alla norma ISO 21500 è definibile come insieme coordinato di attività, poste in essere per la realizzazione di uno o più obiettivi, mentre per quella che deriva dalla metodologia del PM2, il progetto è una organizzazione temporanea volta alla creazione di un prodotto o servizio.

## Descrizione
Il progetto si caratterizza per la preventiva individuazione di azioni, tempi, risorse, ruoli e aspettative di risultato che vengono definite a seguito di un'analisi preliminare in ordine a:
- risultati attesi (aspettative di risultato/obiettivo da conseguire)
- caratteristiche del contesto (opportunità e limiti)
- ruoli e risorse disponibili (professionalità, disponibilità, risorse finanziarie, tempo, ecc...)

Un progetto si definisce attraverso le varie fasi di progettazione realizzate da parte di uno o più progettisti, il cui ciclo di sviluppo è gestito tipicamente attraverso tecniche di project management. Nelle scienze applicate, è uno sforzo delimitato nel tempo, con una data di inizio e una di completamento, diretto a creare prodotti, servizi o risultati specifici che comportano dei benefici o del valore aggiunto al cliente.
In un progetto su commissione con valore legale, i criteri di esecuzione, controllo e completamento in termini di tempi, costi e qualità, sono definiti in un contratto. Il termine deriva dal latino proiectum, participio passato del verbo proicere, letteralmente traducibile con gettare avanti; il che spiega anche l'assonanza etimologica dei verbi italiani proiettare e progettare.

Il termine progetto è strettamente associato a quello di gestione del progetto che deriva dal termine inglese project management. Uno dei padri storici del project management è Russel D. Archibald. Nel governo del territorio e dell'ambiente, in senso generale, il progetto è un modello preventivo, realizzativo e gestionale, di un intervento che si intende realizzare 
(Czesław Miłosz)

### Articolazione tipica di un progetto
In genere un progetto, inteso come complesso di attività interdipendenti, prevede:
- obiettivi specifici, ragionevolmente raggiungibili ed eventualmente interconnessi con altri obiettivi o progetti;
- vincoli temporali per il suo completamento;
- vincoli economici per il suo sviluppo;
- un insieme di risorse umane e strumentali assegnate e adeguate alle difficoltà del progetto;
- una organizzazione interna con una chiara assegnazione dei ruoli, divisione dei compiti e una struttura di governo del progetto (nei progetti più grandi di solito viene creato un comitato di guida e controllo detto anche steering committee)
- oggetti e/o i servizi da rilasciare (i cosiddetti deliverable necessari al raggiungimento gli obiettivi) ben definiti e descritti in documenti quali capitolati e/o contratti;
- articolazioni del progetto in fasi (es: progettazione, esecuzione, test, ecc.) in cui sono definite le interfacce, i vincoli esterni (dipendenze da eventi non controllabili internamente al progetto e condizioni al contorno di cui tener conto) e le responsabilità (chi fa che cosa entro quando);
- una pianificazione che definisce:
  - le date di partenza/termine di ciascun'attività;
  - l'assegnazione delle risorse alle attività su cui è articolato il progetto;
  - le interdipendenze tra le attività del progetto;
  - l'esposizione fino a un sufficiente (ma non esasperato) livello di dettaglio delle attività (i cosiddetti task);
  - le date di rilascio dei principali oggetti (o gruppo di oggetti) intermedi (i cosiddetti milestone);
  - la data di completamento del progetto;
- un insieme di strumenti per controllare l'avanzamento del progetto rispetto agli obiettivi, sia in termini di tempo, che di costo che di deliverable rilasciati (strumenti di consuntivazione, Earned Value Analysis, ecc.).

I progetti più critici e importanti di solito prevedono anche:
- un piano dei rischi (che indica anche le appropriate azioni di riduzione/mitigazione dei rischi individuati);
- un piano della qualità (che definisce le strategie e i criteri per assicurare l'aderenza dei prodotti/servizi rilasciati ai requisiti stabiliti).

### Fattori di successo di un progetto
In definitiva, nel caso che gli obiettivi assegnati siano sufficientemente impegnativi e/o critici, per garantire il successo del progetto è necessario disporre di risorse umane adeguate in termini qualitativi e quantitativi, ma anche tecniche e finanziarie, nonché di chiarezza riguardo ai seguenti aspetti:
- contesto e settore (es. edilizia, informatica ecc.) a cui si riferisce il progetto
- obiettivi (requisiti e prestazioni dei prodotti e/o servizi che deve rilasciare il progetto)
- responsabilità (intesa come distribuzione dei compiti: chi, che cosa, entro quando)
- tempo (inizio, durata)
- costo (prestabilito)
- qualità (intesa come aderenza ai requisiti ed alle prestazioni richieste)

Le metodologie e le tecniche per la gestione di un progetto vanno sotto il nome di project management, voce alla quale si rimanda per maggiori dettagli. A volte in taluni ambiti delle progettazione (es. ingegneria ambientale, industriale e ingegneria energetica) nella fase di studio e pre-realizzazione si procede prima con l'installazione e messa in esercizio di un progetto pilota ovvero un'installazione ridotta, ma comunque sufficiente e funzionante per valutare altri aspetti come l'analisi costi-benefici o la valutazione di impatto ambientale.